# University College Utrecht

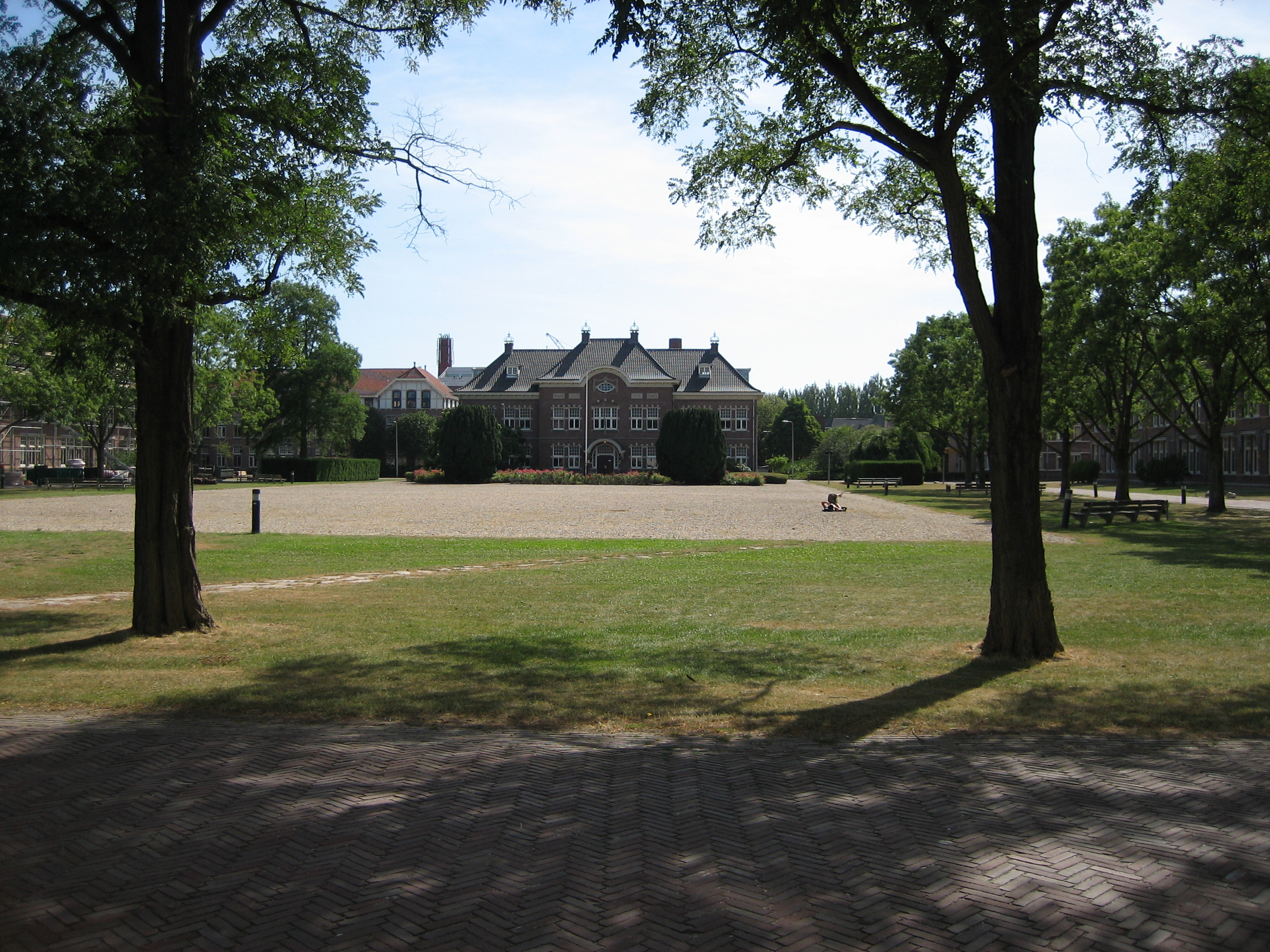
Campus van University College

University College Utrecht (UCU) is het  University College van de Universiteit Utrecht. UCU is opgericht in 1997 en daarmee het eerste University College in Nederland.
De campus van University College Utrecht is gevestigd op het terrein van de voormalige Kromhoutkazerne in de stad Utrecht. Studenten moeten een toelatingsselectieprocedure doorlopen. UCU heeft een eigen studentenvereniging: University College Student Association (UCSA), met ongeveer 40 commissies en teams. De USCA heeft ook een eigen bar op campus. The Academic Student Council (ASC) vertegenwoordigt de studenten op academisch vlak richting het bestuur van UCU.
Het UCU heeft ongeveer 700 studenten, waarvan circa 450 de Nederlandse nationaliteit hebben. De overige 250 studenten komen van over de hele wereld.